# Silvan
 Der er for få eller ingen kildehenvisninger i denne artikel, hvilket er et problem. Du kan hjælpe ved at angive troværdige kilder til de påstande, som fremføres i artiklen.

Silvan A/S er en dansk byggemarkedskæde. Kæden har hovedkontor i Brabrand og er en af Danmarks største forhandlere af gør-det-selv byggematerialer. Navnet Silvan kommer af det latinske ord silva, der betyder skov.
Silvan har i 2023 45 byggemarkeder, der er placeret i større byer rundt om i Danmark. Byggemarkederne har et gennemsnitligt areal på 2.400 kvm. eksklusiv lager, administration, havecenter og drive-in. Foruden de fysiske byggemarkeder har Silvan også en webshop. 

## Historie
Silvans historie går helt tilbage til 1874, hvor firmaet blev grundlagt og åbnet for første gang af købmændene Johan Christian Strudsberg og Peter Thomsen under navnet: Trælast- og Kulhandelen Silvan. I 1894 blev Silvan registreret som interessentskab, og i december 1900 blev selskabet købt og omdannet til aktieselskab af fabrikant Vilh. Lange, fabriksejer H. P. B. Kierulff, grosserer C. J. Christensen og købmand Christian Lund.
I 1913 ændrede selskabet navn til Akts. Trælasthandelen Silvan, da kulhandelen blev solgt til A/S Slagelse Kulkompagni. Herefter solgte Trælasthandelen Silvan hovedsageligt træ og byggematerialer. Silvan åbnede i 1968 det første byggemarked, som det kendes i dag, med salg af trævarer m.v., men også salg af værktøj, haveredskaber mm.
Igennem tiden har Silvan, sammen med STARK, været ejet af Danske Trælast, der var ejet af blandt andet forsikringsselskabet Codan og pensionsselskaberne Arbejdsmarkedets Tillægspension og Lønmodtagernes Dyrtidsfond og senere solgt til den engelske kapitalfond CVC Capital Partners og senere den engelsk børsnoterede koncern Wolseley Group. I 2017 valgte DT Group at frasælge Silvan, der samme år blev opkøbt af den tyske kapitalfond Aurelius Group, der er den nuværende ejer af Silvan A/S.  
Tidligere havde Silvan 11 byggemarkeder i Sverige. Disse blev lukket den 31. maj 2009, hvor Beijer Byggmaterial overtog tre af byggemarkederne i henholdsvis Malmø, Halmstad og Göteborg.